# Pantaleón y las visitadoras
Pantaleón y las visitadoras es la cuarta novela del escritor peruano Mario Vargas Llosa, publicada en mayo de 1973. Su primer tiraje consta de cien mil ejemplares, hasta ese momento la cifra más alta de las lanzadas en sus primeras ediciones.
La historia se desarrolla en la Amazonía Peruana, donde los efectivos del Ejército del Perú son atendidos por un servicio de prostitutas, a quienes llaman "visitadoras". Según el propio autor, la obra se basa en hechos reales, según él mismo pudo constatarlo en 1958 y 1964, cuando viajó a la selva del Perú.
Con este libro, Vargas Llosa obtuvo en 1975 el Premio Latinoamericano de Literatura.

## Argumento

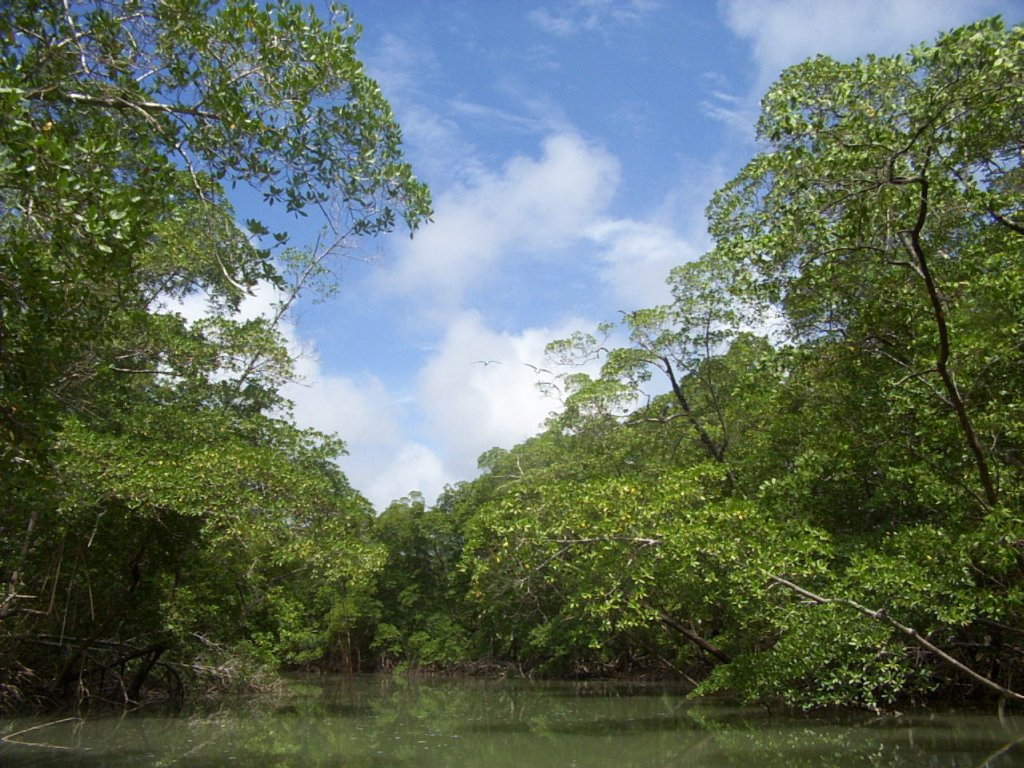
Amazonía Peruana, donde se desarrolla la trama del libro.

La historia de la novela habla de un capitán del Ejército peruano, Pantaleón Pantoja, quien se ve involucrado, muy a su pesar, por sus superiores en una misión para satisfacer las necesidades sexuales de un grupo de soldados destinados en la Amazonía Peruana. Pantoja es escogido para llevar a cabo dicha misión por ser un militar modelo, sin vicios ni hijos.
Pantaleón desecha al principio la idea porque atenta contra la base de sus principios, pero se ve obligado a realizarla. Decide sanear la zona y la base ya que estaban en muy mal estado, y no le dice nada a su esposa Francisca («Pochita»), ya que su misión es totalmente secreta.
El servicio que pretende llevar a cabo Pantoja se llama Servicio de Visitadoras para Guarniciones, Puestos de Frontera y Afines (SVGPFA), y consiste en llevar prostitutas («visitadoras») a los cuarteles de Iquitos, donde deben complacer a los soldados primero para luego extenderse a rangos superiores (servicios denominados «prestaciones»), siendo todo el asunto secreto. Entre dichas meretrices se encuentra una mujer muy seductora, Olga Arellano (apodada «La Brasileña»), con la que tuvo sexo a escondidas de su esposa y su jefe, la cual se involucra con Pantaleón, llegando este a serle infiel a Francisca.
Es así como con todo su talento para administrar, "Panta", como le llaman las visitadoras, organiza un servicio de prostitución para las bases del ejército que se convierte en la unidad más eficiente de la institución castrense.

Pantaleón es un hombre que se hunde por la solidez de sus principios.
Mario Vargas Llosa

Después de que «La Brasileña» sea asesinada a manos de un grupo de nativos furibundos, Pantaleón se presenta en su entierro vestido de militar (haciendo público así al carácter del servicio y desvelando el secreto al que estaba obligado encubrir) con el objetivo de levantarle la moral a las trabajadoras. Por ello el SVGPFA recibe una serie de críticas internas y externas del Ejército, de forma que los superiores de Pantaleón Pantoja dan por finalizado el SVGPFA y lo envían a los Andes peruanos, cerca al lago Titicaca a hacer labores simples y sacrificadas como prepararles el desayuno a los militares y trabajar en la alfabetización de los lugareños. Pero aun así, logra reconciliarse y vivir de nuevo con su esposa Francisca (Pochita) y su pequeña hija de tres (3) meses, pese a los escándalos que originó su separación en Iquitos.

## Personajes
- Pantaleón Pantoja, «Panta»
- Francisca, «Pochita»
- Olga Arellano, «La Brasileña»[nota 1]
- Leonor Curinchilla, «Shushupe»
- «Chupito»
- Luisa Cánepa, «Pechuga»
- «Peludita»
- Porfirio Wong, «Chino»
- Tigre Collazos
- General López López
- General Roger Scavino
- «Lalita»
- Teniente Bacacorzo
- Alicia
- Hermano Francisco
- Señora Leonor (madre de «Panta»)
- «Viruca»
- Sinforoso Caiguas
- Palomino Rioalto

## Versiones cinematográficas

### 1975
La primera versión cinematográfica de Pantaleón y las visitadoras fue filmada en República Dominicana (luego de la restricción del Gobierno del Perú para filmarse en ese país) el año 1975, y codirigida por José María Gutiérrez Santos y el propio Mario Vargas Llosa, quien además tuvo un pequeño papel secundario de militar.
El elenco de la primera película de la novela estuvo compuesto por actores como el español José Sacristán (Pantaleón), la mexicana Katy Jurado («la Chuchupe»), la rumbera cubano-mexicana Rosa Carmina (Rosa, la bailarina), Francisco Córdova («El Sinchi»), Camucha Negrete («la Brasileña»), Silvia «China» Gálvez («Pechuga») y Martha Figueroa (Francisca).
La cinta no tuvo mucho éxito, y además fue vetada por el Gobierno Revolucionario de la Fuerza Armada. Fue reestrenada en el Perú el 26 de noviembre de 1981, aunque con una escena censurada donde aparecía un sacerdote castigando a una visitadora por sus actos.

No sé si seguiré haciendo películas. Vamos a ver, primero, que pasa con esta, que resultó más complicada y larga de lo previsto, pero muy interesante, desde luego.
Mario Vargas Llosa, 9 de marzo de 1976.

### 1999
El segundo filme de Pantaleón y las visitadoras fue filmado en el Perú el año 1999 por Francisco J. Lombardi, quien ya había adaptado para el cine otro libro de Vargas Llosa, La ciudad y los perros. En ella participaron actores como el peruano Salvador del Solar (en el rol de Pantaleón Pantoja) y la colombiana Angie Cepeda (en el papel de Olga Arellano, apodada en esta cinta como «la Colombiana»).

## Versión teatral
El director colombiano de cine y teatro Jorge Alí Triana y su hija Verónica Triana prepararon una adaptación teatral de Pantaleón y las visitadoras, que tuvo su estreno mundial durante 2009 en el teatro Repertorio Español de Nueva York, con música del también colombiano Andrés Cabas y un elenco multi-nacional.